# 上海人民美术出版社
上海人民美术出版社是一家于1952年8月成立的中国出版社。

## 历史

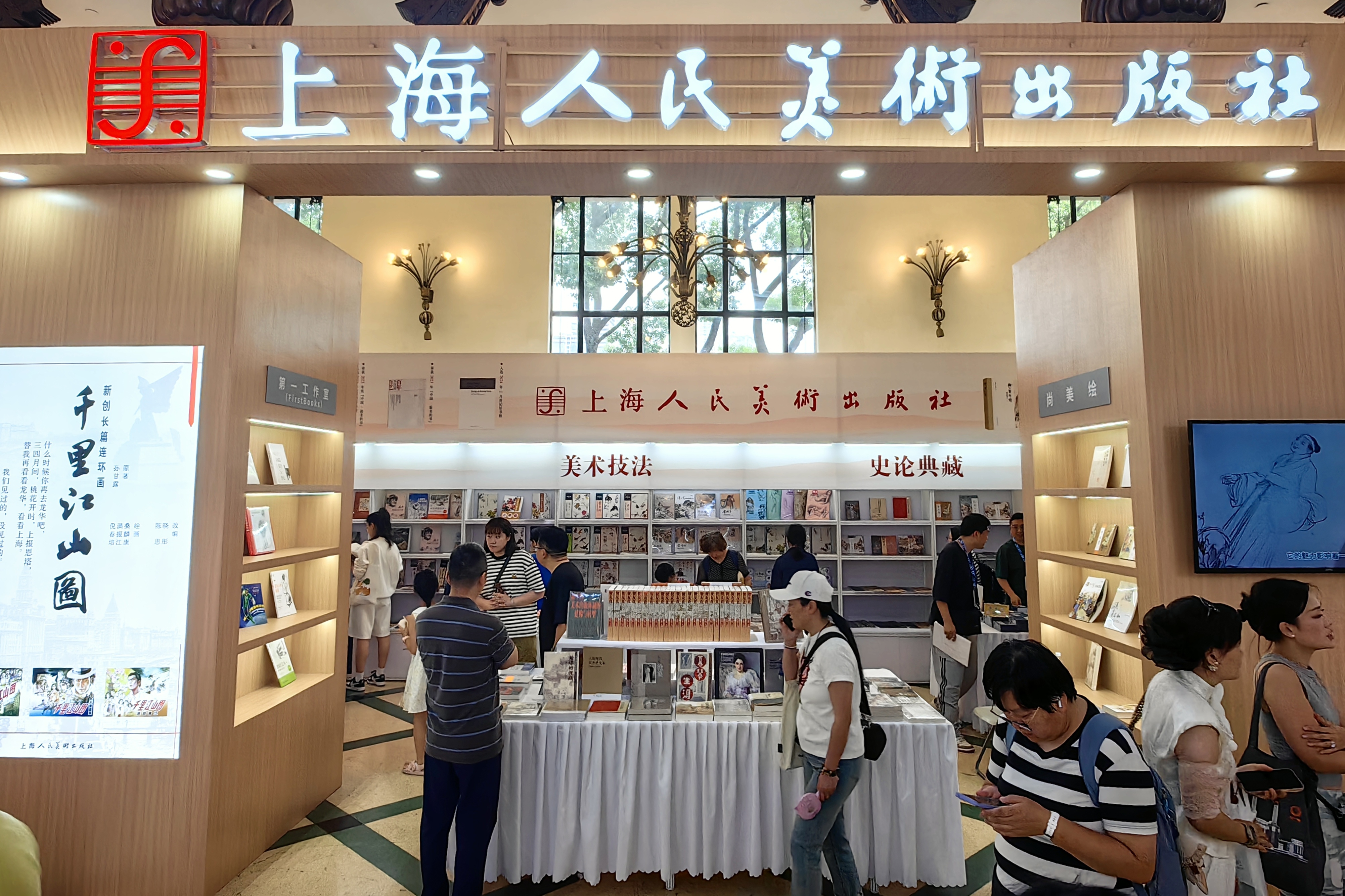
2024年上海书展上海人民美术出版社展位

1952年8月，华东人民出版社美术编辑部独立为华东人民美术出版社，为上海人民美术出版社之前身，主要出版连环画、年画、宣传画等美术作品。吕蒙、程十发、顾炳鑫、贺友直、杨克扬、哈琼文、钱大昕、施大畏、金纪发等曾经在此工作过。

## 主要期刊
- 《艺态》
- 《动画大王》
- 《今日风采》
- 《丝艺》
- 《旅行者》

## 下属公司
- 上海人美挂历经营公司
- 上海海豚文化发展有限公司
- 上海科美特动漫文化传播有限公司
- 上海阿波罗文化艺术公司